# 《星际迷航：暗黑无界》获奖名单
《星际迷航：暗黑无界》是坏机器人制片公司与天舞影业制作、派拉蒙影業2013年发行的美国科幻片。罗伯托·奥利奇、艾力克斯·寇茲曼、戴蒙·林道夫除担任编剧外，还与布賴恩·伯克、导演J·J·艾布斯共同担任制片人。本片是《星际旅行》系列第12部电影，前作《星际迷航》以新演员班底重启该系列。《星际迷航：暗黑无界》讲述克里斯·潘恩扮演的舰长詹姆斯·T·柯克率领企业号飞船出击，防止彼得·威勒饰演的亚历山大·马库斯上将蓄意引导人类向克林贡帝国开战，同时阻止可汗·努尼恩·辛格（班奈狄克·康柏拜區饰）向星际舰队报仇雪恨。影片拍摄预算约1.9亿美元。
2013年4月23日，电影全球首映式在澳大利亚悉尼举行，同年5月16日在美国开映，首周末进账超七千万美元，院线发行收入超2.28亿美元，全球票房超4.67亿美元，创下《星际旅行》系列电影全球票房纪录，美国本土收益仅次于《星际迷航》。评论汇总爛番茄共收集本片293篇评论，认可度八成四。
《星际迷航：暗黑无界》获美国作曲家、作家和发行商协会、金预告片奖、加利福尼亚州电影委员会委员会等机构颁发的九项大奖。电影共获44项提名，其中视觉特效最为突出，演员康柏拜區、沙查·昆圖、潘恩均有奖项入围，康柏拜區因2013年出演本片和《为奴十二年》、《八月：奥色治郡》、《危机解密》拿下不列颠尼亚奖年度英国艺术家奖。电影获土星獎提名最多，达五项；胜出最多的是主要艺术奖，拿下铜奖和银奖各一项。

## 荣誉
| 机构                                   | 颁奖日期       | 奖项                     | 提名人                                                     | 结果 | 参考                 |
| -------------------------------------- | -------------- | ------------------------ | ---------------------------------------------------------- | ---- | -------------------- |
| 奥斯卡金像奖                           | 2014年3月2日   | 最佳视觉效果             | 布尔特·达尔顿、本·格罗斯曼、罗杰·盖耶特、帕特里克·图巴赫   | 提名 | [ 15 ]               |
| 藝術指導工會                           | 2014年2月8日   | 最佳奇幻片艺术指导       | 斯考特·坎伯利斯                                            | 提名 | [ 16 ]               |
| 安妮獎                                 | 2014年2月1日   | 最佳真人电影动画效果     | 卡林·库珀、本·奥本莱恩、克里斯·鲁特、李·乌伦               | 提名 | [ 17 ]               |
| 安妮獎                                 | 2014年2月1日   | 最佳真人电影动画效果     | 阿米莉亚·切诺维斯、杰伊·库珀、杰夫·格雷布、丹·皮尔森       | 提名 | [ 17 ]               |
| 美国作曲家、作家和发行商协会影视音乐奖 | 2014年6月26日  | 票房大片类               | 迈克·吉亚奇诺                                              | 獲獎 | [ 8 ]                |
| 不列颠尼亚奖                           | 2013年11月9日  | 年度英国艺术家           | 班奈狄克·康柏拜區                                          | 獲獎 | [ 18 ]               |
| 英国学院儿童奖                         | 2013年11月24日 | 儿童票选电影             | 《星际迷航：暗黑无界》                                     | 提名 | [ 19 ]               |
| 英国电影学院奖                         | 2014年2月16日  | 最佳视觉特效             | 布尔特·达尔顿、本·格罗斯曼、罗杰·盖耶特、帕特里克·图巴赫   | 提名 | [ 20 ]               |
| 加利福尼亚州电影委员会                 | 2012年10月28日 | 年度电影选址团队         | 《星际迷航：暗黑无界》                                     | 獲獎 | [ 9 ]                |
| 评论家选择电影奖                       | 2014年1月16日  | 最佳视觉效果             | 《星际迷航：暗黑无界》                                     | 提名 | [ 21 ]               |
| 评论家选择电影奖                       | 2014年1月16日  | 最佳动作片               | 《星际迷航：暗黑无界》                                     | 提名 | [ 21 ]               |
| 评论家选择电影奖                       | 2014年1月16日  | 最佳科幻/恐怖片          | 《星际迷航：暗黑无界》                                     | 提名 | [ 21 ]               |
| 帝國獎                                 | 2014年3月30日  | 帝国奖最佳科幻/奇幻片    | 《星际迷航：暗黑无界》                                     | 提名 | [ 22 ]               |
| 金预告片奖                             | 2013年5月5日   | 最佳暑期大片电视预告片   | 《回归》（超级碗广告时段）                                 | 提名 | [ 10 ] [ 23 ]        |
| 金预告片奖                             | 2014年5月30日  | 最佳动作片预告片         | 《幻象》                                                   | 提名 | [ 24 ] [ 25 ]        |
| 金预告片奖                             | 2014年5月30日  | 最佳奇幻历险片预告片     | 《命运预告片3》                                            | 提名 | [ 24 ] [ 25 ]        |
| 金预告片奖                             | 2014年5月30日  | 最佳奇幻历险片电视预告片 | 《出发：30》                                               | 獲獎 | [ 24 ] [ 25 ]        |
| 好莱坞电影节                           | 2013年10月20日 | 最佳好莱坞电影           | 《星际迷航：暗黑无界》                                     | 獲獎 | [ 26 ]               |
| 好莱坞职业协会                         | 2013年11月7日  | 最佳电影调色             | 斯蒂芬·索南菲尔德                                          | 提名 | [ 27 ] [ 28 ]        |
| 好莱坞职业协会                         | 2013年11月7日  | 最佳电影剪辑             | 玛丽安·布兰登、玛丽·乔·马基                                | 提名 | [ 27 ] [ 28 ]        |
| 好莱坞职业协会                         | 2013年11月7日  | 最佳电影视觉效果         | 杰伊·库珀、丹·皮尔森、亚历克斯·普里查德、阿德里安·圣吉伦斯 | 提名 | [ 27 ] [ 28 ]        |
| IGN                                    | 2014年1月9日   | 最佳科幻片               | 《星际迷航：暗黑无界》                                     | 提名 | [ 29 ] [ 30 ]        |
| IGN                                    | 2014年1月9日   | 人民选择奖最佳科幻片     | 《星际迷航：暗黑无界》                                     | 獲獎 | [ 29 ] [ 30 ]        |
| 国际电影音乐评论家协会                 | 2014年2月20日  | 最佳科幻/奇幻片原创配乐  | 迈克·吉亚奇诺                                              | 提名 | [ 31 ]               |
| 主要艺术奖                             | 2013年10月14日 | 视听类最佳预告片         | 《命运预告片3》                                            | 铜奖 | [ 13 ] [ 14 ] [ 32 ] |
| 主要艺术奖                             | 2013年10月16日 | 最佳视听技术             | 《预告片2》                                                | 银奖 | [ 13 ] [ 14 ] [ 32 ] |
| MTV影視大獎                            | 2014年4月13日  | 最佳反派                 | 本尼迪克特·康伯巴奇                                        | 提名 | [ 33 ]               |
| 人民选择奖                             | 2014年1月8日   | 最佳电影                 | 《星际迷航：暗黑无界》                                     | 提名 | [ 34 ]               |
| 人民选择奖                             | 2014年1月8日   | 最佳电影二人组           | 克里斯·潘恩、沙查·昆圖                                     | 提名 | [ 34 ]               |
| 人民选择奖                             | 2014年1月8日   | 最佳动作片               | 《星际迷航：暗黑无界》                                     | 提名 | [ 34 ]               |
| 卫星奖                                 | 2013年12月2日  | 最佳整体蓝光光盘         | 《星际迷航：暗黑无界》                                     | 獲獎 | [ 35 ]               |
| 土星獎                                 | 2014年2月25日  | 最佳科幻片               | 《星际迷航：暗黑无界》                                     | 提名 | [ 12 ]               |
| 土星獎                                 | 2014年2月25日  | 土星奖最佳导演           | J·J·艾布斯                                                 | 提名 | [ 12 ]               |
| 土星獎                                 | 2014年2月25日  | 最佳男配角               | 本尼迪克特·康伯巴奇                                        | 提名 | [ 12 ]               |
| 土星獎                                 | 2014年2月25日  | 最佳服装                 | 迈克尔·卡普兰                                              | 提名 | [ 12 ]               |
| 土星獎                                 | 2014年2月25日  | 最佳特效                 | 布尔特·达尔顿、本·格罗斯曼、帕特里克·图巴赫                | 提名 | [ 12 ]               |
| 圣路易斯影评人协会                     | 2013年12月16日 | 最佳视觉效果             | 《星际迷航：暗黑无界》                                     | 提名 | [ 36 ]               |
| 青少年选择奖                           | 2013年8月11日  | 最佳暑期男影星           | 克里斯·潘恩                                                | 提名 | [ 37 ]               |
| 青少年选择奖                           | 2013年8月11日  | 最佳暑期女影星           | 佐伊·索尔达娜                                              | 提名 | [ 37 ]               |
| 美国视觉效果工会                       | 2014年2月12日  | 最佳视效导向电影视觉效果 | 罗恩·艾姆斯、本·格罗斯曼、罗杰·盖耶特、卢克·奥伯恩         | 提名 | [ 38 ]               |
| 美国视觉效果工会                       | 2014年2月12日  | 最佳电影模型             | 托马斯·费杰斯、约翰·古德森、布鲁斯·霍尔科姆、罗恩·伍德尔   | 提名 | [ 38 ]               |